# ガティス・スムクリス
ガティス・スムクリス（Gatis Smukulis、1987年4月15日 - ）は、ラトビア、ヴァルカ出身の自転車競技（ロードレース）選手。

## 経歴
2009年、AG2R（後のAG2R・ラ・モンディアル）と契約。
2011年、チーム・HTC - ハイロードに移籍。
2012年、チーム・カチューシャに移籍。
2016年、アスタナに移籍。

## 主な戦績

### 2005年
- トロフェオ・カールスバーグ ジュニア部門　総合優勝
- ジロ・ディ・バジリカータ ジュニア部門　総合優勝

### 2007年
- GP・テル　総合優勝
- シントゥロー・デ・レンポルダー　総合優勝

### 2008年
- レ・ブークル・デュ・スュド・アルデシュ　優勝
- ロンド・ファン・フラーンデレン・U23部門　優勝
- ロンド・ド・リザール　区間優勝（第1ステージ）

### 2011年
- カタルーニャ一周　区間優勝（第1ステージ）
- ラトビア選手権　優勝（個人タイムトライアル）

### 2012年
- ラトビア選手権　優勝（個人タイムトライアル）

### 2013年
- ラトビア選手権　優勝（個人タイムトライアル）、2位（ロードレース）

### 2014年
- ラトビア選手権　優勝（個人タイムトライアル）、3位（ロードレース）

### 2015年
- ラトビア選手権　優勝（個人タイムトライアル）
- オーストリア一周　区間優勝（第1ステージ）

### 2016年
- ラトビア選手権　優勝（個人タイムトライアル、ロードレース）
- ブエルタ・ア・エスパーニャ　 敢闘賞（第13ステージ）